# Gino Giugni

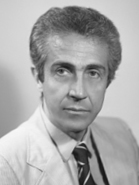
Gino Giugni

Gino Giugni (* 1. August 1927 in Genua; † 4. Oktober 2009 in Rom) war ein italienischer Politiker. Von 1993 bis 1994 war er italienischer Arbeits- und Sozialminister im Kabinett Ciampi.

## Biografie
Giugni studierte nach dem Schulbesuch Rechtswissenschaften und war anschließend als Rechtsanwalt tätig sowie als Professor für Arbeitsrecht.
Giugni, der Mitglied der Partito Socialista Italiano (PSI) war, wurde 1969 zum Vorsitzenden der Nationalen Kommission für das Arbeitsrecht ernannt und war damit vor Marco Biagi und Massimo D’Antona Vorkämpfer für den Schutz der italienischen Arbeitnehmer gegenüber den Institutionen des Staates und der Wirtschaftswelt. Im Mai 1983 wurde er Opfer eines Attentats durch die Roten Brigaden und dabei durch Schüsse durch eine Terroristin ins Bein verletzt.
1987 wurde er als Kandidat auf der Liste der PSI zum Senator gewählt und in dieser Funktion 1987 wiedergewählt. Zeitweise war er Vorsitzender des Arbeitsausschusses des Senats. Er war darüber hinaus Mitglied der Parlamentarischen Kommission zur Untersuchung der Aktivitäten der Freimaurerloge Propaganda Due (P2).
Im April 1993 wurde er von Ministerpräsident Carlo Azeglio Ciampi zum Minister für Arbeit und soziale Sicherheit (Ministro del Lavoro e della sicurezza sociale) in des Kabinett berufen, dem er bis zum Ende von Ciampis Amtszeit im Mai 1994 angehörte. In den letzten Jahren seines politischen Wirkens war er Vorsitzender der Kommission zur Garantie der Arbeitnehmerrechte.
Nach seinem Tode wurde Giugni von Staatspräsident Giorgio Napolitano sowie dem Minister für Arbeit, Gesundheit und Soziales Maurizio Sacconi als Beispiel für absoluten Einsatz für den Staat gewürdigt und als Vater des italienischen Arbeitsrechts (Padre dello Statuto dei lavoratori) und Protagonisten der sozialen Entwicklung der Nachkriegszeit bezeichnet.
1989 wurde er Mitglied der Academia Europaea.